# Confederación Española de Derechas Autónomas
La Confederación Española de Derechas Autónomas (CEDA) fue una coalición española de partidos católicos y de derechas durante la etapa de la Segunda República. Desde el momento mismo de su constitución, en 1933, se presentó como la alternativa de derechas y de orden al Gobierno y a las coaliciones republicano-socialistas.
Considerada una fuerza política conservadora y católica, era la heredera política de la Acción Popular de Ángel Herrera Oria y se definía a sí misma en los términos de la «afirmación y defensa de los principios de la civilización cristiana», traduciendo este soporte teórico en una demanda práctica para que se llevase a cabo una revisión de la Constitución republicana. La CEDA se vio a sí misma como una organización «defensiva», formada para proteger a la religión, la familia y la propiedad. Según Gabriele Ranzato, la CEDA no era «un partido para la Iglesia, es decir, orientado a asegurar las libertades que la República le negaba, sino un partido de la Iglesia —su expresión política— orientado a afirmar su supremacía sobre la sociedad civil y sobre el Estado». En el punto primero de su programa se decía que la coalición se atendría constantemente «a las normas que en cada momento dicte para España la jerarquía eclesiástica en el orden político-religioso».
Ranzato destaca también la inclinación de la CEDA hacia el fascismo, en especial de su rama juvenil (las Juventudes de Acción Popular, JAP). Su líder José María Gil-Robles llegó a decir que su intención era «dar a España una verdadera unidad, un nuevo espíritu, una política totalitaria», a lo que añadió que «la democracia no es un fin sino un medio para la conquista del nuevo Estado. Cuando llegue el momento, ya sea a través del parlamento, la eliminaremos [la democracia]». La CEDA celebró mítines de estilo fascista, durante los cuales a Gil-Robles se le llamaba «jefe», el equivalente del Duce, y durante los cuales se llegó a afirmar que la CEDA lideraría una marcha sobre Madrid —similar a la marcha sobre Roma del fascismo italiano— para hacerse con el poder por la fuerza.
La CEDA afirmó en varias ocasiones que estaba defendiendo a España y a la «civilización cristiana» del marxismo, y que la atmósfera política existente en España se había convertido en una cuestión de marxismo contra el antimarxismo. Con la subida al poder del Partido Nazi en Alemania, la CEDA empezó a utilizar tácticas de propaganda similares a las de los nazis: entre otras, el énfasis en la autoridad, la patria y la jerarquía. De hecho, Gil-Robles llegó a asistir al Congreso del Partido Nazi en Núremberg celebrado en septiembre de 1933 y quedó fuertemente impresionado, tras lo cual regresó con el firme compromiso de crear un frente único contrarrevolucionario antimarxista en España. Gil Robles manifestó que existían elementos comunes entre el Partido Nazi y la CEDA como «su raíz y su actuación eminentemente populares; su exaltación de los valores patrios; su neta significación antimarxista; su enemistad con la democracia liberal y parlamentaria» —aunque rechazó la «estadolatría nazi»—.
En el marco de la Segunda República, la CEDA se acabó convirtiendo en el gran partido de masas de la derecha española, apoyado por un fuerte despliegue de medios y «una propaganda desorbitada y en ocasiones grotesca». Su presidente Gil-Robles llegó a celebrar el mismo día, el 30 de junio de 1935, mítines en Medina del Campo (Valladolid) y en el estadio de Mestalla (Valencia), siendo la primera vez en la historia de España que se utilizaba el avión para desplazarse por asuntos electorales.
Sin embargo, entre 1933 y 1936 la CEDA no logró obtener ganancias electorales sustanciales, lo que significó que no lograra obtener un respaldo suficiente para poder formar gobierno y que el apoyo derechista se reorientara hacia el líder monárquico alfonsino, José Calvo Sotelo. El fracaso electoral llevó a la CEDA a abandonar su relativa moderación y empezar a prestar apoyo a personas o grupos violentos contrarios a la República, lo que incluyó la entrega de los fondos electorales de la CEDA al líder del golpe militar de 1936 contra la República, el general Emilio Mola. Además, numerosos miembros y partidarios del movimiento juvenil de la CEDA, las Juventudes de Acción Popular (JAP), comenzaron a pasarse en masa a Falange Española.

## Historia

### Antecedentes: Acción Popular
Ángel Herrera Oria encabezaba la organización católica de carácter social Acción Católica. En 1931 logró aglutinar en torno a El Debate a un grupo de católicos interesados en defender sus principios religiosos en el marco de la República, llegando a formar el partido Acción Nacional, fundado el 29 de abril de 1931. Una ley aprobada por las Cortes a principios de 1932 que prohibía el uso del término «nacional» en los nombres de los partidos, le obligó a cambiarlo por el de Acción Popular, que iba a convertirse en el partido aglutinante de la Confederación.
La sublevación de agosto de 1932 conocida como la «Sanjurjada» aconsejaba a los dirigentes de Acción Popular a desligarse de los otros grupos de derecha para de este modo acentuar su independencia, ya que proclamaba que para alcanzar el poder solo emplearía el camino de la legalidad. Cuando Gil-Robles en El Debate promulga el deber de acatamiento muchos monárquicos abandonan el grupo destacando Esteban Bilbao, Antonio Goicoechea y José María Albiñana. Este grupo fundó a principios de 1933 el partido monárquico alfonsino Renovación Española.
El 5 de enero de 1933 Gil-Robles esboza programa y táctica, concretando las condiciones para ingresar en la confederación derechista proyectada.

### Partido nacional
Acción Popular creyó llegado el momento de convertirse en el partido nacional aglutinando varias organizaciones derechistas, los siguientes partidos regionales:
- Derecha Regional Valenciana, presidida por Luis Lucía Lucía y José Duato Chapa.
- Unión Agraria Provincial de Albacete, Pedro Acacio Sandoval y Francisco Giménez de Córdoba y Arce.
- Derecha Regional Agraria de Cáceres y Plasencia.
- Unión de Derechas Independientes de Jerez de la Frontera y Sanlúcar de Barrameda.
- Acción Agraria Manchega de Ciudad Real.
- Unión Navarra, de Rafael Aizpún.
- Acción Popular Catalana de Barcelona.
- Unión Regional de Derechas de La Coruña.
- Acción Agraria y Ciudadana de Cuenca.
- Unión de Derechas de Granada.
- Acción Regional Agraria y Ciudadana de Guadalajara.
- Acción Agraria de León.
- Acción Agraria Riojana de Logroño, Ángeles Gil Albarellos, Tomás Ortiz de Solórzano y Ortiz de la Puente y Antonio Arnedo Monguilán.
- Unión de Derechas y Agrarios de Lugo, José Benito Pardo Pardo y Luis Rodríguez de Viguri.
- Unión Católica Asturiana.
- Unión Regional de Derechas de Pontevedra.
- Derecha Autónoma Salmantina.
- Bloque Agrario Provincial de Soria.
- Unión de Derechas de Baleares, César Puget Piquer y Tomás Salort y de Olives.
- Unión Castellana Agraria

La idea de formar una confederación fue patrocinada por Luis Lucía Lucía quien como jefe de Derecha Regional Valenciana expuso con reiteración normas y caminos que fructificaron en el Congreso celebrado en Madrid entre los días 27 de febrero y 2 de marzo acudiendo más de 400 delegados, que representaban a 735.000 cotizantes.
El factor común a estos partidos era su especial interés por las cuestiones clericales y su repulsa a las reformas que en estas cuestiones se emprendieron en la primera legislatura de la República: La laicidad del Estado con la división de poderes Iglesia y Estado, la reforma de la enseñanza que prohibía los símbolos religiosos en las escuelas y otras cuestiones menores de carácter clerical, pero que asumían como especialmente importantes. Fueron especialmente sensibles a los desórdenes públicos que acabaron con la quema de iglesias y conventos. La CEDA consiguió ser el partido más importante de la derecha, llegando a contar con cerca de 700.000 afiliados. Esa penetración en la sociedad, que la convirtió en un partido de masas, la consiguió utilizando principalmente organizaciones católicas.

### Coalición de 1933
Para las elecciones del 19 de noviembre de 1933 formó coalición con varios partidos, como el monárquico Renovación Española (también proveniente de Acción Nacional), con el fin de aprovechar las ventajas que la ley electoral otorgaba a la mayoría, obteniendo 115 actas de diputado convirtiéndose en la primera fuerza política en el Parlamento, pero sin la fuerza necesaria para formar gobierno, por lo que en un principio se limitó a condicionar la política del gobierno formado por Lerroux. A este periodo, algunos historiadores izquierdistas lo denominan «Bienio Negro» significando que fueron «años reaccionarios y marcados por el fascismo». También aparecen en la historiografía otras denominaciones como: «Bienio Radical-Cedista» y «Bienio Rectificador».

### Ministros de la CEDA en el gobierno

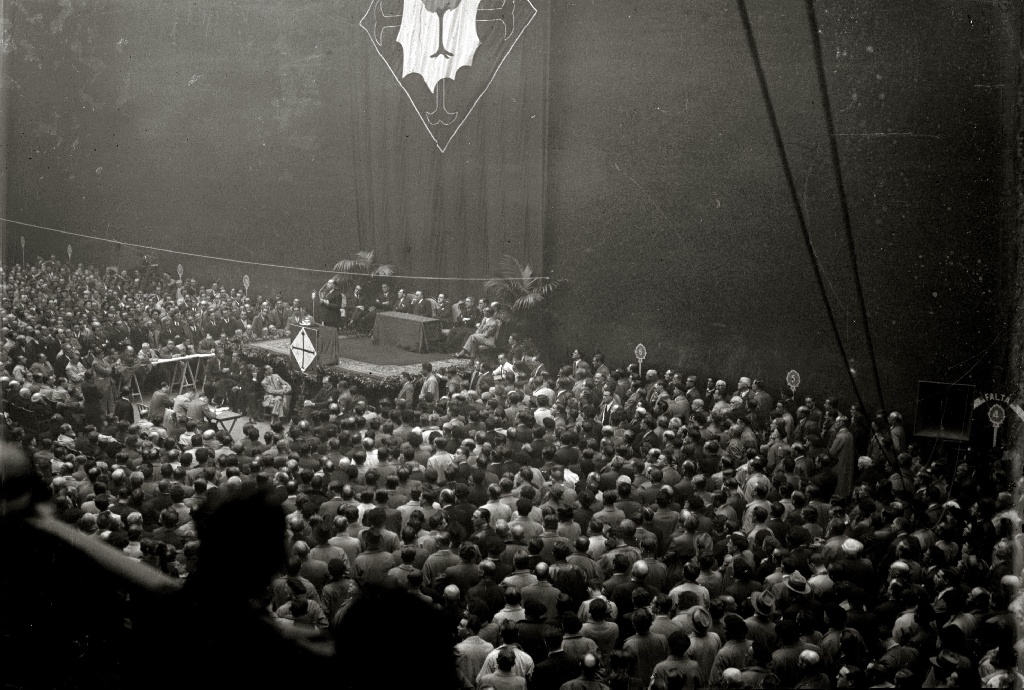
Mitin de Gil-Robles en San Sebastián en 1935

La anulación, por parte del gobierno Lerroux, de las reformas emprendidas en la primera legislatura y la constitución de un nuevo gobierno, que incorporaba a tres ministros de la CEDA, en octubre de 1934, fueron respondidas con una sublevación de sectores de izquierda (lo que se llamó Revolución de octubre de 1934).

### Gobierno del Frente Popular
Las elecciones del 16 de febrero de 1936 dieron la victoria a la alianza de izquierdas del Frente Popular, aunque por partidos individualmente, la CEDA siguió siendo el partido más votado. Como partido más votado, la CEDA deseaba formar gobierno, lo que hubiese dado cierta estabilidad si se hubiese unido con el Frente Popular en coalición, aglutinando en el gobierno todas las ideologías de la sociedad, tanto de derechas como de izquierdas, pero Manuel Azaña se negó en redondo a formar gobierno con la derecha y romper la alianza de izquierdas. Desde entonces, la CEDA, y principalmente su líder Gil-Robles, maniobraron para que se decretara la ley marcial y se anularan las garantías constitucionales para así impedir que el Frente Popular tomara posesión del gobierno.
Después de que algunos representantes del ala más moderada de la CEDA, conjuntamente con representantes del centro político, intentaran un tímido acercamiento a los sectores más moderados de los partidos del Frente Popular, miembros de la CEDA estuvieron en contacto con un grupo de generales, entre ellos Mola, Franco, Goded, etc., conspirando para propiciar el golpe de Estado contra el gobierno del Frente Popular, que se materializaría el 17 de julio, después del asesinato del político de la oposición José Calvo Sotelo a manos de milicianos socialistas y de miembros de la Guardia de Asalto. El parcial fracaso del golpe desembocó en la Guerra Civil. En el bando sublevado, fueron disueltos todos los partidos políticos en 1937, integrándose muchos de sus militantes y dirigentes en Falange Española (posteriormente Movimiento Nacional), como es el caso del dirigente cedista Ramón Serrano Súñer. Los dirigentes carlistas fueron obligados a integrarse o al exilio, incluso sufrieron la cárcel.

### Guerra Civil
En los primeros días de la Guerra destacados miembros de la CEDA (Federico Salmón, Dimas de Madariaga, Ricardo Cortés Villasana, Juan Bautista Guerra García, Antonio Bermúdez Cañete, Romualdo Alvargonzález...) fueron asesinados por milicianos de las organizaciones revolucionarias.

## Liderazgo

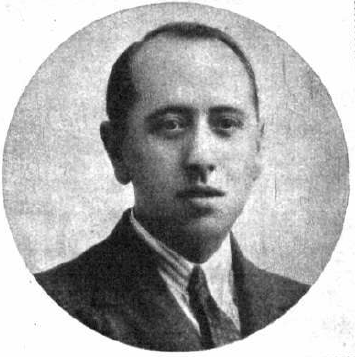
José María Gil-Robles, líder de la CEDA.

José María Gil-Robles, que ya era el líder parlamentario, primero de Acción Nacional y después de Acción Popular, pasó a ser el líder de la CEDA. Visitó la Alemania nazi, interesándose por los medios de propaganda política utilizada por los nazis y llegó a asistir a uno de los Congresos de Núremberg. Como resultado de estas experiencias la CEDA adoptó en sus campañas y actos electorales un exacerbado culto a la personalidad del líder, reproduciendo la imagen de Gil-Robles en carteles de grandes dimensiones como el desplegado en la Puerta del Sol de Madrid en la campaña de 1936, hasta entonces nunca vistos en España. También se utilizaba el epíteto Jefe para referirse a Gil-Robles y reforzar así su autoridad, a imitación de las expresiones Führer, Duce o la misma Jefe ya utilizada por los falangistas para dirigirse a José Antonio. Eran habituales las aclamaciones «¡jefe, jefe, jefe»! por parte de multitudes uniformadas al estilo fascista en sus mítines y desfiles. Todo ello contribuyó a reforzar la autoridad del político salmantino en detrimento de otras figuras del partido más cercanas a posturas democráticas y centristas, como Manuel Giménez Fernández, que a juicio de algunos habrían salvado las instituciones republicanas y evitado la guerra.

## Ideología
Según el historiador Gabriel Jackson el punto común de los partidos que formaban la Confederación era la defensa de los sentimientos e intereses católicos contra las políticas anticlericales de los gobiernos republicano-socialistas presididos por Manuel Azaña y su fin último era modificar la Constitución de 1931. Se inspiraba en el catolicismo social del papa León XIII y su programa se resumía en el lema: «Religión, Patria, Familia, Orden, Trabajo y Propiedad» (excluyendo a la Monarquía dado el carácter accidental que tenían para la CEDA las formas de gobierno, lo que provocó la salida de la misma de los católicos alfonsinos encabezados por Antonio Goicoechea que fundaron el partido Renovación Española que buscó la alianza con los carlistas de la Comunión Tradicionalista). Propugnaba una organización corporativa de la sociedad siguiendo la encíclica de Pío XI Quadragesimo Anno.
Así pues la CEDA, diferente de los partidos cristiano-demócratas de la época, se conformó como un partido clerical que apostaba por un contrarreformismo de signo católico, por el antiliberalismo político y por un fundamentalismo moral. Partidaria de un Estado corporativo, por lo que si para algunos se podía asimilar a la Democracia Cristiana, otros historiadores la han calificado de inspiración fascista, muy especialmente en lo que hace referencia a su organización juvenil, las Juventudes de Acción Popular (JAP). Ellos situaban como su modelo al Partido conservador inglés; si bien mostraban en el parlamento español un claro apoyo a los regímenes fascistas de Alemania e Italia. Aunque esta "fascistización" de la JAP y de la CEDA responde más bien a una radicalización autoritaria de unos supuestos ideológicos tradicionalistas dentro de unos parámetros ideológicos intrínsecamente conservadores, no fascistas. La CEDA seguía la corriente de opinión, ya manifestada dentro de Acción Popular, partidaria de aceptar las instituciones republicanas, a pesar de la procedencia monárquica de muchos de sus miembros, para la defensa, desde dentro, de sus intereses sociales y económicos.

## Periódicos y órganos de expresión
A lo largo de su existencia la confederación dispuso de numerosos diarios y semanarios que sirvieron como órganos de expresión de la CEDA. Entre aquellos diarios que ejercieron como órganos de la confederación estaban La Provincia de Úbeda, La Gaceta del Norte, El Noticiero de Zaragoza, el Diario de Reus, Odiel de Hueva, Guión de Córdoba, Diario de Valencia, etc. En Madrid el histórico diario El Debate ejerció como medio de expresión «oficioso» de la CEDA. También se mostraron muy afines a la confederación diarios como La Mañana de Jaén, Ayer de Jerez de la Frontera, Acción de Teruel, Diario de León, Hoy de Badajoz, Diario de Ávila, El Pueblo Manchego y La Gaceta Regional de Salamanca —estos dos últimos, afines a Gil Robles—, etc.

## Resultados electorales
| Comicios | Escaños obtenidos | % de escaños | +/– | Notas                                                 |
| -------- | ----------------- | ------------ | --- | ----------------------------------------------------- |
| 1933     | 115/473           | 24.3%        |     | Forma parte de la Unión de Derechas                   |
| 1936     | 88/473            | 18.6%        | 27  | Forma parte del Frente Nacional Contrarrevolucionario |

### Pie de página
1. 1 2  Blinkhorn, 2002, p. 15.
2. ↑  https://www.revistasmarcialpons.es/revistaayer/article/view/pasion-racional-razon-apasionada-el-primer-antiliberalismo-reacc/1350
3. ↑  A History of Fascism, 1914–1945.
4. ↑  https://aunamendi.eusko-ikaskuntza.eus/es/maurismo/ar-93557/#
5. ↑  Keefe, Eugene K. (1976). Area Handbook for Spain. U.S. Government Printing Office. ISBN 978-0-16-001567-0.
6. ↑  Amir, Ruth (27 de noviembre de 2018). Twentieth Century Forcible Child Transfers: Probing the Boundaries of the Genocide Convention. Rowman & Littlefield. ISBN 978-1-4985-5734-4.
7. ↑  Schatz, Sara (May 2001). «Democracy's Breakdown and the Rise of Fascism: The Case of the Spanish Second Republic, 1931-6». Social History (Taylor & Francis, Ltd.) 26 (2): 146. JSTOR 4286762. «In this first two-year period or bienio, the abandonment of support by the Radical Party led to the parliamentary victory and the governance of the nation by the centre-right, CEDA, and other rightist groups (September 1933).»
8. ↑  Linz, Juan J. (April 1976). «Patterns of Land Tenure, Division of Labor, and Voting Behavior in Europe». Special Issue on Peasants and Revolution. Comparative Politics 8 (3): 402. JSTOR 421406. doi:10.2307/421406. «Under the republic (1931-36), these regions constituted the stronghold of the Catholic center-right CEDA, led by Gil Robles.»
9. ↑  Payne, Stanley G. (January 2021). «The Road to Revolution». First Things. University of Wisconsin-Madison.
10. ↑  Corrin, Jay P. (2002). «The Religious Crusade in Spain». Catholic Intellectuals and the Challenge of Democracy (University of Notre Dame Press) 12: 300-301. JSTOR j.ctvpj7d6c. doi:10.2307/j.ctvpj7d6c.
11. 1 2 3  Pierce, Samuel M. (2007). «Political Catholicism in Spain's Second Republic (1931-1936): The Confederación Española de Derechas Autónomas in Madrid, Seville, and Toledo». University of Florida Digital Collections (University of Florida): 184-185.
12. ↑  Alexander, Robert Jackson (1999). The Anarchists in the Spanish Civil War (en inglés). Janus Publishing Company Lim. ISBN 978-1-85756-400-6.
13. ↑  Mansell, Richard (2012). «Rebuilding a culture, or raising the defences?: Majorca and translation in the interwar period». Revista Internacional de Catalanística = Journal of Catalan Studies (15): 6. ISSN 1139-0271. «Yet 1933 sees an end to this; the majority party is the far-right CEDA, and the Spanish political scene becomes increasingly polarised.»
14. ↑  Laffond, José Carlos Rueda (12 de febrero de 2019). Memoria Roja: Una historia cultural de la memoria comunista en España, 1936-1977. Universitat de València. ISBN 978-84-9134-383-7.
15. ↑  Webster, Jason (3 de agosto de 2010). Guerra (en inglés). Transworld. ISBN 978-1-4070-9488-5.
16. ↑  Alexander, Gerard (2018). The Sources of Democratic Consolidation. Cornell University Press. p. 106. ISBN 9781501720482.
17. ↑  Beevor, Antony (2006). The Battle for Spain. Penguin. p. 255. ISBN 9781101201206.
18. ↑  Moradiellos, Enrique (2000). La España de Franco, 1939–1975: política y sociedad. Madrid: Editorial Síntesis. ISBN 978-8477387404. OCLC 45345620.
19. ↑  Tusell, Javier (1989). La España de Franco. Madrid: Historia 16. ISBN 84-7679-124-0.
20. ↑  Blinkhorn, Martin (2002), Democracy and Civil War in Spain 1932–1939, Routledge, p. 15.
21. ↑  Mary Vincent, Catholicism in the Second Spanish Republic, Capítulo 9, pág. 202
22. ↑  Ranzato, 2014, p. 34-35. "La confusión de la Iglesia con un partido... la exponía a verse implicada en el torbellino de agresiones mutuas en una fase de aguda lucha política. Sobre todo porque ese partido se iba configurando cada vez más como una formación de la derecha antidemocrática..."
23. ↑  Ranzato, 2014, p. 35-36.
24. ↑  Preston, 2007, p. 64.
25. ↑  Preston, 2007, pp. 45; 69.
26. 1 2 3  Preston, 2007, p. 62.
27. ↑  Ranzato, 2014, p. 33-36.
28. ↑  Ansó, 1976, p. 56.
29. ↑  Peña González, 2007, p. 216.
30. ↑  Preston, 2007, pp. 88-89.
31. 1 2  Preston, 2007, p. 89.
32. ↑   Arrarás, 1964, cap. «Nace la Confederación Española de Derechas Autónomas (C.E.D.A.)».
33. ↑  Carta al director de El Nervión, diario bilbaíno.
34. ↑  Véase el libro En estas horas de transición, Valencia, 1930.
35. ↑  Javier Tusell, 1999, cap. «Radicales y cedistas: el comienzo de la colaboración».
36. ↑  Bachoud, 2000.
37. ↑  Preston, 1994, p. 127.
38. ↑  http://www.historiasiglo20.org/HE/13a-2.htm
39. ↑  José Álvarez y José Ramón Montero, La Segunda República Española. Bienio Rectificador y Frente Popular, 1934–1936, Siglo XXI de España Editores, S.A.
40. ↑  Payne, 2010.
41. ↑  Paul Preston, Franco, Editorial Grijalbo, 1994, cap. «La forja de un conspirador: Franco y el Frente Popular».
42. ↑  Tusell, 1971, p. 27-28.
43. ↑  Vidarte, 1973, p. 37.
44. ↑  Vidarte, 1973, p. 52.
45. ↑  Jackson, 1976, p. 118.
46. ↑  Gunther, Montero y Botella, 2004, p. 35.
47. ↑  González Cuevas, Pedro Carlos (2016). El pensamiento político de la derecha  española en el siglo XX. Tecnos. p. 133.
48. ↑  Checa Godoy, 1989, pp. 27, 175.
49. ↑  Álvarez Rey, 2010, p. 561.
50. ↑  Checa Godoy, 1989, p. 292.
51. ↑  Checa Godoy, 1989, p. 301.
52. ↑  Espinet y Tresserras, 1999, p. 78.
53. ↑  Barreiro Gordillo, 2003, p. 85.
54. ↑  Checa Godoy, 1989, p. 287.
55. ↑  Checa Godoy, 1989, p. 284.
56. ↑  Checa Godoy, 1989, pp. 169, 197, 289.
57. ↑  Arbeloa, 2014, pp. 289-291.
58. 1 2  Checa Godoy, 1989, p. 175.
59. ↑  Checa Godoy, 1989, pp. 206, 335.
60. ↑  Checa Godoy, 1989, p. 288.
61. ↑  Checa Godoy, 1989, p. 174.
62. ↑  Checa Godoy, 1989, p. 167.
63. ↑  Checa Godoy, 1989, pp. 17, 165.